# ガラ (映画)
『ガラ』（がら、原題：嘎啦、英題：GALA）は、2024年の台湾映画。
本作は、長年語り継がれる「マライ村事件」と2023年に台湾のインターネット上で話題となった「ノンライリゾート事件」という2つの都市伝説から着想を得て製作された。
原作小説は2023年に台湾の国家文化芸術財団から初の文学助成金を獲得するほど高い評価を受けた、なお、原作小説を執筆したチャン・タイユーが本作の脚本を務めている。
台湾本国では2024年7月19日にロードショー公開され、台湾・中国映画ランキングで公開初週1位、年間ベスト10入りを果たした。

日本では、2025年5月9日より、東京・シネマート新宿ほか全国公開。

## 概要
本作タイトルの「ガラ（GALA）」は、台湾では歯ぎしり音
を表す擬音語を意味する。耳をつんざくような不快な“音”と、集合体恐
怖症を誘発させる歯と毛髪の塊などが表現されており、台湾本国では鑑賞中に嘔吐した人が続出したと言われている。
また、映画『呪詛』で金鐘賞最優秀アートデザイン賞を受賞した特殊メイクアーティストが本作のグロテスクなポスタービジュアルを手掛けた。

## ストーリー
青年アーシューはインフルエンサーの母、継父、妹とともに旅行と称して廃墟となったリゾートヴィラへ向かっていた。この地を訪れた理由は、1960 年にリゾート地が廃墟となった理由を探る様子を母がライブ配信するためだった。道中、車に何かがぶつかったり、森に迷い込んでしまうなど奇妙な現象が発生。また、徐々に母親の言動が乱れ始め、知人のチャオは不可解な死を遂げた。アーシューの友人であるティアンレンは、チャオが死の直前に撮影したと思われる不気味な映像を動画サイトにアップロードした。アーシューは動画の再生数目的で状況を面白がるティアンレンに批判的ながらも、母を元に戻すため、動画で募った仲間とともに再びヴィラを訪れることを決意した。ティアンレンや仲間たちは探検気分であったが、徐々に不可解な現象に直面し、仲間の一人が危篤状態になってしまったことからヴィラを離れようとする。その時、謎の呪術を操る老人が現れ、「今ここを離れると二度と救えなくなる」と諭した。
彼らを襲う未知の出来事の背後に隠されているものとは。

## キャスト・スタッフ
- メイビス（中国語版）
- シュー・ハオシャン
- リー・エンヨウ
- 監督：ツェン・ダーヘン
- 脚本：チャン・タイユー
- エグゼクティブプロデューサー：リウ・フォンチー、チウ・マオティン